# Fontaneria

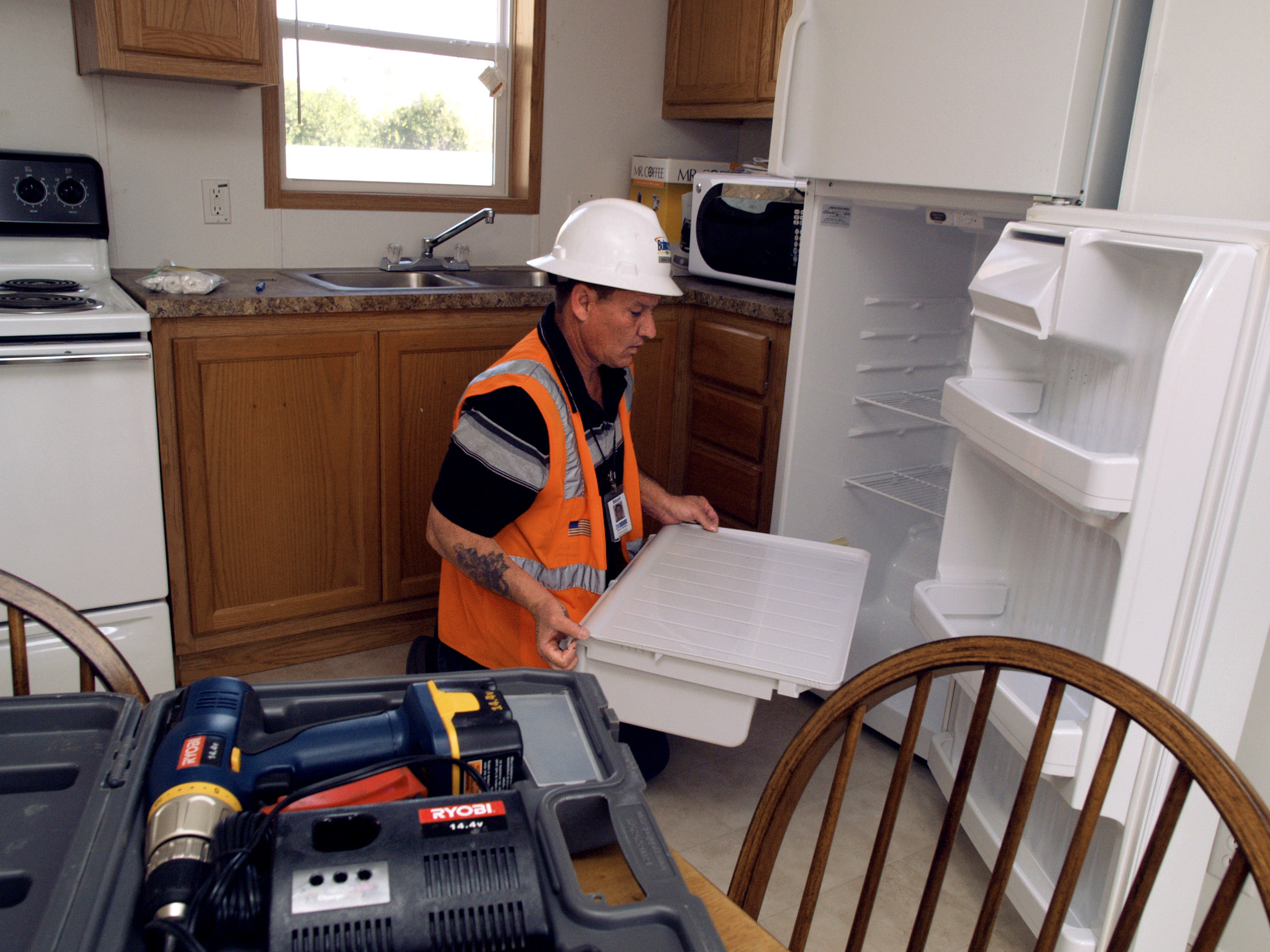
Un fontaner treballant

La fontaneria o plomeria és l'activitat relacionada amb la conducció i la distribució de l'aigua de les fonts o també a la instal·lació i manteniment de xarxes de canonades per al proveïment d'aigua potable i l'evacuació de aigües residuals, així com les instal·lacions de calefacció en edificacions i altres construccions. Feines que fa un lampista.
Al món desenvolupat, la infraestructura de fontaneria és fonamental per a la salut pública i el sanejament.
Els calderers i els instaladors de canonades no són lampistes encara que treballen amb canonades com a part del seu ofici i la seva feina pot incloure alguna fontaneria.

## Etimologia
El nom «fontaneria», deriva de font, i aquest al seu torn prové de l'llatí fontana.
El nom «plomeria» prové de la utilització tradicional de plom en les conduccions.i en la reparació de vidres i finestres

## Història
La fontaneria es va originar durant les civilitzacions antigues, ja que van desenvolupar banys públics i necessitaven proporcionar aigua potable i eliminació d'aigües residuals per a un nombre més gran de persones.
Els mesopotàmics van introduir al món les canonades de clavegueram d'argila al voltant del 4000 aC, amb els primers exemples trobats al temple de Bel a Nippur i a Eixnunna, utilitzat per eliminar les aigües residuals dels llocs i captar l'aigua de pluja als pous. La ciutat d'Uruk conté els exemples més antics coneguts de latrines construïdes amb maó, construïdes sobre canonades de clavegueram d'argila cota interconnectades, . Les canonades d'argila es van utilitzar més tard a la ciutat hitita de Hattusa. Tenien segments fàcilment desmuntables i substituïbles, i permetien netejar-los.
Les canonades de fontaneria estandarditzades de terra amb brides amples que utilitzaven asfalt per prevenir les fuites van aparèixer als assentaments urbans de la civilització de la vall de l'Indus el 2700 aC.
Les canonades de coure van aparèixer a Egipte l'any 2400 aC, amb la Piràmide de Sahure i el complex del temple adjacent a Abusir, es va trobar connectat per una canonada de residus de coure.

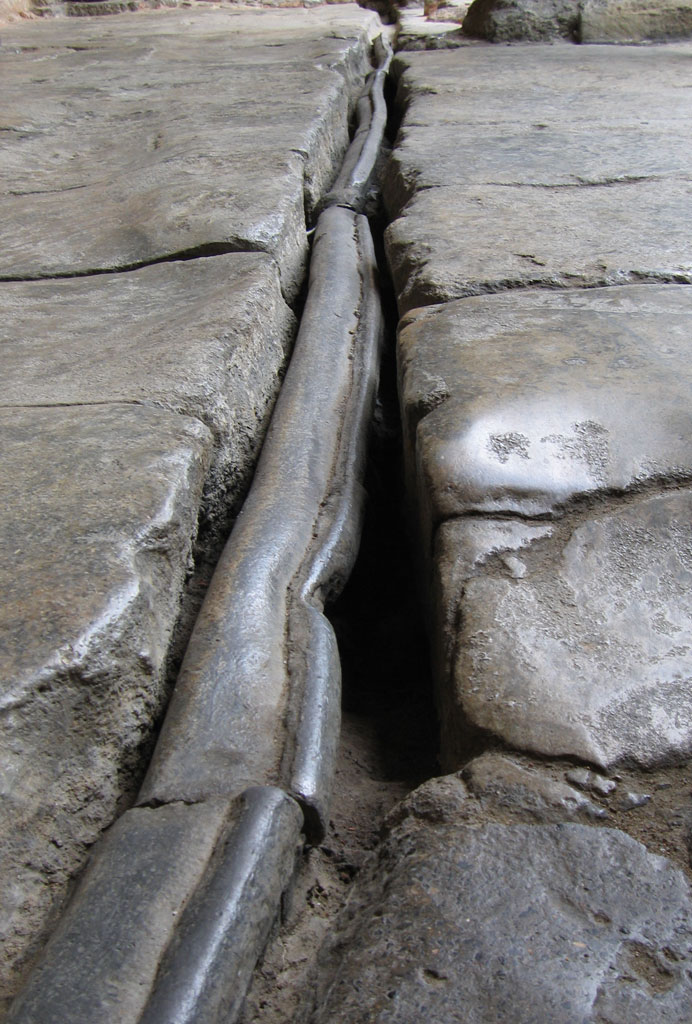
Canonada romana de plom amb una costura doblegada, als Banys Romans a Bath, Anglaterra

La paraula "plomeria" prové de l'Imperi Romà. El llatí per a plom és plumbum. Els sostres romans utilitzaven plom en conductes i canonades de desguàs i alguns també estaven coberts de plom. El plom també s'utilitzava per a canonades i per fer banys.
La fontaneria va assolir el seu punt àlgid a l'antiga Roma, que va veure la introducció de sistemes expansius d'aqüeductes, eliminació d'aigües residuals mitjançant rajoles i un ús generalitzat de canonades de plom. Els romans feien servir inscripcions de canonades de plom per prevenir el robatori d'aigua. Amb la Caiguda de Roma tant el subministrament d'aigua com el sanejament es van estancar —o van retrocedir— durant més de 1.000 anys. La millora va ser molt lenta, amb pocs avenços efectius fins al creixement de les ciutats modernes densament poblades a la dècada de 1800. Durant aquest període, les autoritats de la salut pública van començar a pressionar perquè s'instal·lessin millors sistemes d'eliminació de residus, per prevenir o controlar les epidèmies. Abans, el sistema d'eliminació de residus havia consistit a recollir els residus i abocar-los a terra o a un riu. Finalment, el desenvolupament d'aigües subterrànies i sistemes d'aigües residuals separats va eliminar les séquies obertes de clavegueram i els pous secs.
A l'illa de Kilwa postclàssica els rics gaudien de la fontaneria interior a les seves cases de pedra.
La fontaneria moderna té els seus inicis a la fi de l'segle XIX amb l'ús dels tubs de ferro colat per conduir l'aigua, els quals es soldaven amb plom, que era fos mitjançant un cremador i després abocament en les unions. Aquest sistema es va utilitzar fins a finals de la dècada dels setanta, tot i que per a un altre tipus d'instal·lacions no relacionades amb el consum humà, encara s'utilitza
L'ús del plom per a l'aigua potable va disminuir bruscament després de la Segona Guerra Mundial a causa de l'augment de la consciència dels perills de l'intoxicació per plom. En aquell moment, les canonades de coure es van introduir com una alternativa millor i més segura a les canonades de plom. Actualment, en la majoria dels països occidentals l'ús de sistema ferro colat-plom està prohibit, tant per a la conducció d'aigua potable com per a l'evacuació de aigües residuals. Els motius són que amb el desgast intern de les canonades a causa de la fricció, petites partícules de plom es barregen amb l'aigua, provocant plumbosi als consumidors; d'altra banda, el seu treball és lent, complex i molt costós en comparació amb altres materials més moderns com el coure, el PVC, el polietilè d'alta densitat (PEAD) i molts altres.
Avui dia la soldadura de plom ha estat substituïda per diversos sistemes, segons el material de la canonada: soldadura d'acer, per a tubs d'acer; Estany soldat a gas, per a tubs de coure; adhesiu solvent, per a tubs de PVC; termofusió per a tubs de polipropilè i/o de polibutè; morter de ciment per a tubs de concret i pastes especials per a tubs d'asbest-ciment. Existeixen també les unions mecàniques, que poden ser a compressió o embridades o roscades.

## Canonades d'aigua

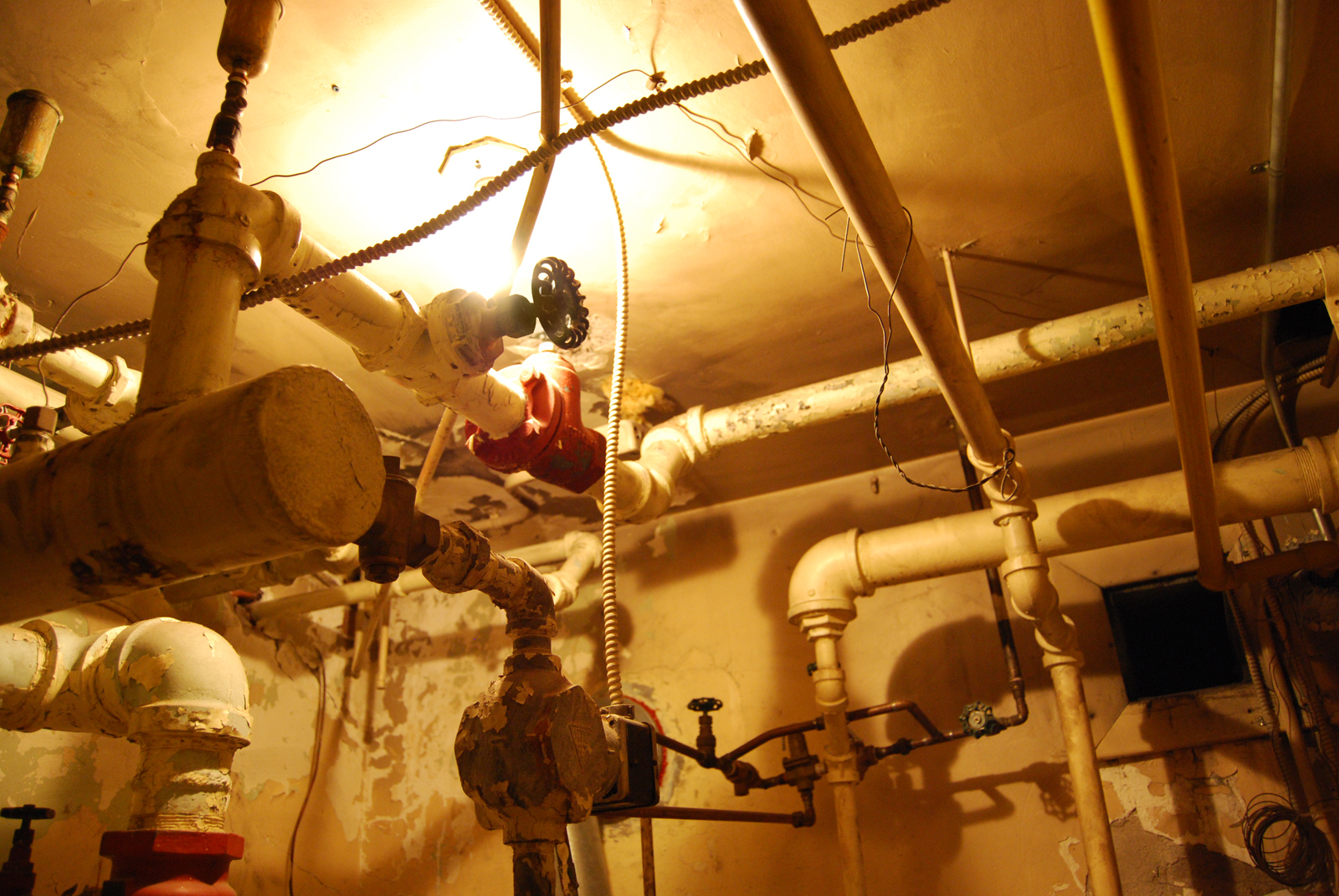
Una complexa disposició de canonades rígides d'acer i vàlvules de tancament regulen el flux cap a les diferents parts d'un edifici, amb una preferència evident per les corbes en angle recte i els recorreguts ortogonals dels trams rectes de canonades.

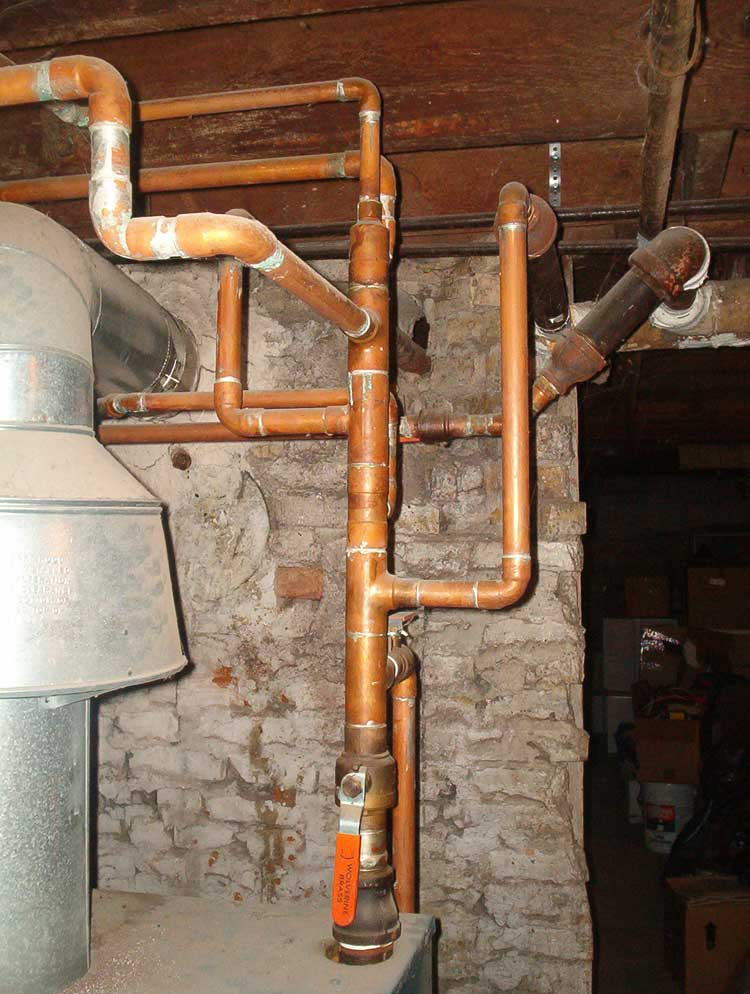
Un sistema de tubs de coure per a aigua utilitzada en un sistema de calefacció per radiadorés.

Una canonada d'aigua és una xarxa de transport d'aigua formada per tubs, sovint de plàstic o metall, que transporta aigua dolça pressuritzada i tractada a un edifici (com a part d'un sistema municipal d'aigua), així com a l'interior de l'edifici.

### Evolució

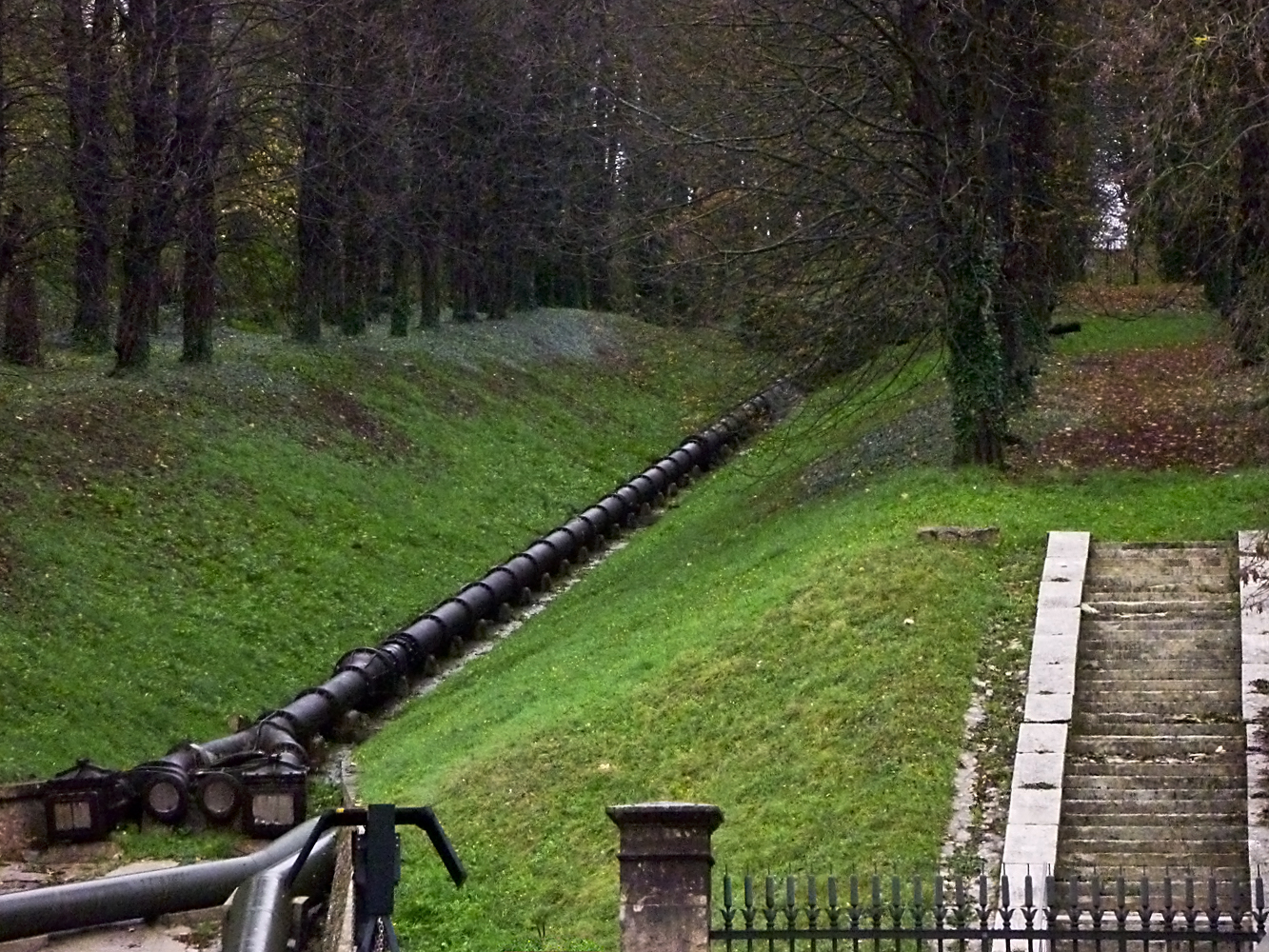
Antiga canonada d'aigua, vestigi de la Màquina de Marly prop de Versalles, França.

El plom va ser el material preferit per a les canonades d'aigua durant molts segles, ja que la seva mal·leabilitat feia que fos pràctic per a donar-li la forma desitjada. El seu ús era tan comú que la paraula "plmoeria" ("lampisteria") deriva de plumbum, la paraula llatina per a plom. En els anys anteriors al fet que es coneguessin plenament els riscos per a la salut de la ingestió de plom, aquest metall era una font de problemes de salut relacionats amb el plom, entre els quals es trobaven els nascuts morts i altes taxes de mortalitat infantil. Les canonades d'aigua de plom encara s'utilitzaven àmpliament a principis del segle xx  romanen encara en moltes llars. L'aliatge de plom i estany soldadura s'utilitzava habitualment per a unir canonades de coure, però la pràctica moderna utilitza en el seu lloc soldadura d'aliatge d'estany i antimoni per a eliminar els perills del plom.
Malgrat l'ús habitual de canonades de plom per part dels romans, els seus aqüeductes rarament enverinaven a la gent. A diferència d'altres parts del món on les canonades de plom causen enverinament, l'aigua romana tenia tant calci que una placa de carbonat càlcic impedia que l'aigua entrés en contacte amb el propi plom. El que sovint causa confusió és la gran quantitat de casos d'enverinament generalitzat per plom, especialment entre aquells que haurien tingut fàcil accés a l'aigua corrent, un desafortunat resultat de l'ús del plom en utensilis de cuina i com a additiu en aliments i begudes processats (per exemple com conservant en el vi). Les inscripcions de canonades de plom romanes proporcionaven informació sobre el propietari per a evitar el robatori d'aigua.
Les canonades de fusta es van utilitzar a Londres i altres llocs durant els segles segle xvi i segle xvii. Les canonades eren troncs foradats que s'estrenyien en l'extrem amb un petit orifici pel qual passava l'aigua. Les múltiples canonades se segellaven juntes amb greix animal calent. Les canonades de fusta es van utilitzar a Filadèlfia, Boston, i Mont-real en la dècada de 1800. Els tubs de fusta encastats es van utilitzar àmpliament als Estats Units durant el segle xx. Aquests tubs (utilitzats en lloc dels tubs de ferro corrugat o de formigó armat) estaven fets de seccions tallades de longituds curtes de fusta. El bloqueig dels anells adjacents amb passadors de fusta dura produïa una estructura flexible. Durant la Segona Guerra Mundial es van instal·lar uns 30.000 metres d'aquests tubs de fusta en clavegueres de drenatge, col·lectors d'aigües pluvials i conductes, sota autopistes i en campaments de l'exèrcit, estacions navals, aeròdroms i plantes d'artilleria.
Les canonades de ferro colat i de ferro dúctil van ser durant molt de temps una alternativa econòmica del coure abans de l'aparició dels materials plàstics duradors, però han d'utilitzar-se accessoris especials no conductors en les transicions a altres canonades metàl·liques (excepte els accessoris terminals) per a evitar la corrosió deguda a les reaccions electroquímiques entre metalls distints (vegeu cel·la galvànica).
S'utilitzen habitualment accessoris de bronze i segments curts de canonada en combinació amb diversos materials.